# Malartade fiskar
Malartade fiskar (Siluriformes) är en diversifierad ordning av strålfeniga fiskar där de flesta arterna har tydliga skäggtömmar. Dessa skäggtömmar har givit ordning dess engelska namn – catfish – då de ansetts påminna om morrhår. Samtliga arter i ordningen saknar fjäll.
Ordningen innehåller 30 familjer, mer än 400 släkten och runt 2 500 arter. Dessa arter lever med ett fåtal undantag (från familjerna Ariidae och Plotosidae) i sötvatten, på alla kontinenter med undantag av Antarktis. Bland arterna finns några av de absolut minsta ryggradsdjuren, som Vandellia cirrhosa – den enda ryggradsparasit som ger sig på människor [källa behövs] – men också en av världens största sötvattenfiskar, Mekongjättemal.

## Familjer
Ordningen omfattar ett stort antal familjer, samt två släkten som ej förts till någon familj:
- Akysidae
- Amblycipitidae
- Amphiliidae
- Havsmalar (Ariidae)
- Banjomalar (Aspredinidae)
- Astroblepidae
- Auchenipteridae
- Austroglanididae
- Taggmalar (Bagridae)
- Pansarmalar (Callichthyidae)
- Cetopsidae
- Chacidae
- Ålmalar (Clariidae)
- Claroteidae
- Cranoglanididae
- Diplomystidae
- Doradidae
- Erethistidae
- Heptapteridae
- Dvärgmalar (Ictaluridae)
- Lacantuniidae
- Harneskmalar (Loricariidae)
- Malapteruridae
- Malfiskar (Siluridae)
- Mochokidae
- Nematogenyidae
- Hajmalar (Pangasiidae)
- Antennmalar (Pimelodidae)
- Plotosidae
- Pseudopimelodidae
- Schilbeidae
- Scoloplacidae
- Sisoridae
- Trichomycteridae
- Conorhynchos (incertae sedis)
- Ancharias (incertae sedis)